# 1467
1467 је била проста година.